# Manuel Almunia
Manuel Almunia, född 19 maj 1977 i Pamplona, är en spansk före detta fotbollsspelare.

## Klubbkarriär

### Tidig karriär
Almunia startade sin seniorkarriär 1997 i Osasunas B-lag, där han spelade två säsonger med klubben i Segunda División B (B-ligan i näst högsta divisionen i Spanien). Därefter spenderade han en säsong med Cartegna och en säsong med Sabadell innan han 2001 gick till Celta Vigo, som låg i La Liga.

### Utlåningar
Kort efter att han gått till Celta Vigo blev han utlånad till Segunda División klubben Eibar, där han var förstamålvakt under säsongen 2001-02. Han gjorde totalt 35 matcher för klubben. Under säsongen 2002-03 var han utlånad till Recreativo Huelva, där han fick agera vikarie och endast spela två matcher för klubben, som låg i La Liga. Debuten för klubben, som också blev hans La Liga-debut, kom den 17 november 2002. I hans andra match för klubben blev han utvisad i en 3-0-förlust mot Deportivo Alavés. Den 1 november 2003 blev han för tredje och sista gången utlånad från Celta Vigo, denna gång till Albacete. En vecka senare gjorde han sin debut för klubben, i en 1-0-förlust mot Málaga. Han gjorde totalt 25 framträdanden under säsongen och var ett hjälpande bidrag till att Albacete slutade på en 14:e plats i tabellen.

### Arsenal
Den 14 juli 2004 skrev Almunia på för Arsenal för en hemlig summa. Hans genombrott i klubben kom säsongen 2007-08 då han startade många matcher. I början av säsongen 2008-09 fick Almunia ta över tröja nummer ett efter att Jens Lehmann gått till Stuttgart. I samma veva skrev han på för ett nytt långtidskontrakt med klubben. Under säsongen 2009-10 gjorde Almunia många misstag vilket ledde till att han blev kritiserad och ifrågasatt av Arsenalfansen, som ville få honom såld. Arsenalmanagern Arsène Wenger gick ut i en intervju och sa att han skulle stärka upp i försvaret. Detta fick fansen att tro att en försäljning av Almunia skulle vara aktuell. Han räddade en straff mot West Ham i en 3-0-seger och höll en noterbar nolla i en 3-0-seger mot Hull. Han höll totalt 10 nollor i Premier League under säsongen.

#### Säsongen 2010/2011
Trots alla spekulationer om att Almunia skulle säljas bestämde Wenger sig för att Almunia skulle fortsätta vara första målvakt för Arsenal, fastän Wenger hade gjort ett försök att värva Fulhams målvakt Mark Schwarzer. Han gjorde en godkänd insats i seriepremiären mot Liverpool och höll nollan mot Blackpool innan han den 25 september 2010 släppte in hela 3 mål hemma mot West Bromwich i en 3-2-förlust. Noterbart är att han räddade en straff som han själv orsakade. I samma match drog han också på sig en armbågsskada, vilket ledde till att han blev borta en tid. Fabianski agerade vikarie. Många spekulerade i att det var en petning av Wenger istället för en skada. Efter att ha återhämtat sig från den troliga skadan blev han skadad på nytt igen. Denna gången en fotledsskada, vilket stoppade Almunia från spel under en väldigt lång period. Återigen var det Fabianski som fick chansen. Almunia blev av med titeln som förstamålvakt då Fabianski och Wojciech Szczęsny, som spelat när Fabianski varit skadad, gjort det väldigt bra när de har fått chansen. Sedan dess har Almunia inte varit mer än tredjemålvakt och allt detta ledde till att Almunia kopplades ihop med ett flertal andra klubbar under transferfönstret januari 2011, däribland Galatasaray och Málaga. Men spelarförsäljningen uteblev.

#### Säsongen 2011/2012
Efter blivit tredje målvakt bakom Fabianski och Wojciech Szczęsny så släppte Arsenal Almunia som free transfer efter säsongen.

## Landslagskarriär
Almunia har inte deltagit i någon internationell match för Spaniens landslag. Han har uppgett sin vilja att istället få spela för det Engelska landslaget, vilket är möjligt då han har engelskt pass och inte deltagit i något mästerskap för Spanien.